# 什蒂普市镇

所在位置

什蒂普市镇是北馬其頓共和國的一個市镇，行政中心为什蒂普。該市镇北接普羅比什蒂普市鎮和聖尼古萊市鎮，東鄰拉多維什市鎮和卡尔宾齐市镇，西毗洛佐沃市鎮和格拉德斯科市镇，南臨孔切市鎮，總面積583.24平方公里，2020年人口47,856。 

## 外部連結
- 官方网站  （馬其頓文）
- Štip municipality on the site of the Macedonian ministry for local self-government
- Štip municipality on a Meceodonian general information Site